# Burning Daylight
A Burning Daylight (magyarul: Égető napfény) a holland Mia Nicolai és Dion Cooper dala, mellyel Hollandiát képviselték a 2023-as Eurovíziós Dalfesztiválon Liverpoolban. A dal belső kiválasztás során nyerte el a dalversenyen való indulás jogát.

## Eurovíziós Dalfesztivál
2022. november 1-jén az AVROTROS bejelentette, hogy ők képviselik Hollandiát az Eurovíziós Dalfesztiválon. A dalt a videoklippel együtt 2023. március 1-jén mutatták be.
A Burning Daylight egyik szerzője Duncan Laurence, aki megnyerte Hollandia színeiben a 2019-es Eurovíziós Dalfesztivált Arcade című dalával.
A dalfesztivál előtt Madridban és Amszterdamban eurovíziós rendezvényeken népszerűsítették versenydalukat.
A dalt először a május 9-én megrendezett első elődöntőben fellépési sorrendben tizennegyedikként adták elő, a Csehországot képviselő Vesna My Sister’s Crown című dala után és a Finnországot képviselő Käärijä Cha Cha Cha című dala előtt. Az elődöntőben a nézői szavazatok pontjai alapján nem került be a dal a május 13-án megrendezésre került döntőbe. 2015 óta ez volt az első alkalom, hogy Hollandia nem jutott tovább az elődöntőből.
A következő holland induló Joost Klein Europapa című dala volt a 2024-es Eurovíziós Dalfesztiválon.

### Kapott pontok
Első elődöntő
| Szavazat | Össz | Szavazó országok | Szavazó országok | Szavazó országok | Szavazó országok | Szavazó országok | Szavazó országok | Szavazó országok | Szavazó országok | Szavazó országok | Szavazó országok | Szavazó országok | Szavazó országok | Szavazó országok | Szavazó országok | Szavazó országok | Szavazó országok | Szavazó országok | Szavazó országok    | Szavazó országok |
| Szavazat | Össz | Norvégia         | Málta            | Szerbia          | Lettország       | Portugália       | Írország         | Horvátország     | Svájc            | Izrael           | Moldova          | Svédország       | Azerbajdzsán     | Csehország       | Finnország       | Franciaország    | Németország      | Olaszország      | A Világ többi része |                  |
| -------- | ---- | ---------------- | ---------------- | ---------------- | ---------------- | ---------------- | ---------------- | ---------------- | ---------------- | ---------------- | ---------------- | ---------------- | ---------------- | ---------------- | ---------------- | ---------------- | ---------------- | ---------------- | ------------------- | ---------------- |
| Nézők    | 7    | 1                |                  |                  |                  | 1                |                  |                  |                  |                  | 2                | 2                | 1                |                  |                  |                  |                  |                  |                     |                  |